# Quintanar del Rey
Quintanar del Rey es un municipio español del sur de la provincia de Cuenca, en la comunidad autónoma de Castilla-La Mancha. Ubicado en la comarca de La Manchuela, cuenta con una población de 7533 habitantes (INE 2017). 
Tiene un área de 79,92 km² con una población de 7447 habitantes (INE 2018) y una densidad de 93,2 hab/km².

## Toponimia
Al parecer y, según las declaraciones de sus propios vecinos en el siglo XVI, la fundación de Quintanar del Rey tuvo lugar un siglo antes y fue debida a la agrupación de quintanas o quinterías que eran casas de labor habitadas por campesinos procedentes de Villanueva de la Jara, circunstancia que motivó el topónimo de El Quintanar, llamado en un principio Quintanar del Marquesado por pertenecer al marquesado de Villena, hasta alcanzar su independencia e incorporarse a la corona, circunstancia que hizo cambiar su nomenclatura por la de Quintanar del Rey, topónimo con el que ha llegado a nuestros días.[cita requerida]
La descripción que de villa se hace el 23 de diciembre de 1575, es la siguiente:

Se llama Quintanar por haber sido en un principio unos parajes y casas de labor, que llaman quinterías, de vecinos labradores de Villanueva de la Jara. Estos fueron los fundadores, hará cien años y perteneció a la jurisdicción de Villanueva de la Jara hasta doce años que fue eximida de ella mediante el privilegio de villazgo que obtuvo de S.M.

## Geografía
Integrado en la comarca de La Manchuela conquense, se sitúa a 96 kilómetros de la capital provincial. El término municipal está atravesado por la carreteras autonómicas CM-220 (antigua N-320) y CM-3124 (Casasimarro-Villamalea), además de por una carretera local que comunica con Villagarcía del Llano. 
El relieve del municipio es predominantemente llano, contando con la presencia del río Valdemembra, afluente del Júcar. La altitud oscila entre los 780 metros al norte y los 709 metros al sur, a orillas del río. El pueblo se alza a 729 metros sobre el nivel del mar. 
| Noroeste: Casasimarro                      | Norte: Villanueva de la Jara          | Noreste: Villanueva de la Jara y Villagarcía del Llano            |
| Oeste: Casasimarro y Alarcón (exclave)     |                                       | Este: Villagarcía del Llano                                       |
| Suroeste: Villalgordo del Júcar (Albacete) | Sur: Tarazona de la Mancha (Albacete) | Sureste: Villagarcía del Llano y Tarazona de la Mancha (Albacete) |

## Historia
Los primeros hallazgos se remontan al periodo del llamado "Bronce de La Mancha" de cuya fecha tan temprana se han hallado restos arqueológicos en el cerro del Cuco o la Coronilla (en término de Villanueva de la Jara), que están fechados en una antigüedad de 3500 años aproximadamente.

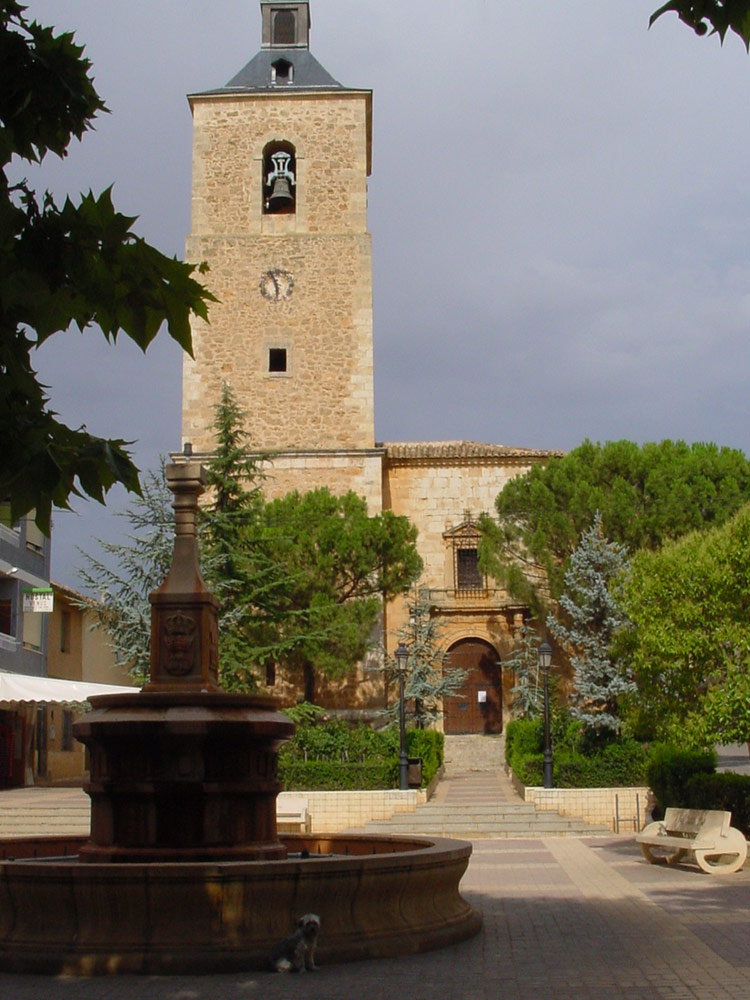
Iglesia parroquial de San Marcos

Después de estos yacimientos, no se encuentran más testimonios hasta los encontrados en la necrópolis de Santa Ana, de plena Edad Media (siglo XV), donde se ubica hoy la ermita del mismo nombre. Esto se halló durante la excavación realizada en 1998 para la recuperación y posterior estudio de los ancestros de este pueblo. Se encontraron vestigios de una antigua ermita y, entre otros útiles, una moneda dentro de una tumba que, a falta de estudios posteriores, data el yacimiento en torno al siglo XV.
Hasta finales del siglo XV, Quintanar del Rey era un terreno compuesto por pequeñas casas, llamadas “quinterías”, en las que se refugiaban las familias que acudían a labrar las tierras. El paulatino establecimiento de estas familias en las quinterías fue conformando inicialmente una aldea perteneciente a Villanueva de la Jara.
Los orígenes del pueblo, así como la procedencia de su nombre, se encuentran documentados en uno de los manuscritos más antiguos que se conservan: “En lo antiguo, cuando sólo había algunas caserías, llamáronse quintarejos; y habiendo crecido su población y héchose Villa, llamóse Quintanar del Marquesado de Villena hasta el año 1561, en que por la fidelidad de sus vecinos al Señor Felipe II, y algunos servicios hechos a su majestad, empezó a llamarse Quintanar del Rey”.
Villanueva de la Jara aparece como aldea de Alarcón en el siglo XV. A finales de este siglo, Villanueva hace una petición a los Reyes Católicos para independizarse de éste, petición que le es concedida. Así crea sus propias aldeas y una de ellas fue Quintanar. A mediados del siglo XVI, Quintanar era una aldea de Villanueva de la Jara y tenía unos 2000 habitantes. Se pidió la independencia municipal al Rey, en ese momento Felipe II, y esta le fue concedida a través de una "Carta Privilegio".
En Quintanar había tres casas hidalgas: Hernando de Alarcón, Diego Pérez de Oviedo y Juan de Garay. De esta última se sabe muy poco, pues posiblemente emigró. Es probable que los apellidos de Alarcón y Oviedo, tan abundantes en Quintanar provengan de las familias anteriores y que de ellas sean las dos únicas casas que se conservan en el pueblo en la actualidad.
A finales del siglo XVI, Quintanar sufrió una importante pérdida de población debido a la emigración generada por la pobreza y a las muertes consecuencia de la guerra de Granada. Como dato curioso, a finales del siglo XVI, Quintanar aparece citado por el inquisidor Páramo de Toledo, el cual indica que 30 personas encontradas en Quintanar del Rey fueron juzgadas por la inquisición (Páramo, p. 304)*Luis de Páramo. Existe sin embargo confusión en cuanto a la villa a la que se refiere tal escrito y existe la posibilidad de que se trate más bien de Quintanar de la Orden. En el siglo XIX contaba solamente con 449 habitantes.
Durante el reinado de Carlos III, Madrigueras, Quintanar del Rey y Villalgordo del Júcar pasaron a depender de Tarazona de la Mancha, capital de Corregimiento (Albacete).
En 1933 hubo una inundación que, según las estimaciones de entonces, ocasionó unas pérdidas en las cosechas, según se solicitó como ayuda al Gobierno.

## Demografía
Quintanar del Rey cuenta con una población de 7484 habitantes (INE 2024).
| Gráfica de evolución demográfica de Quintanar del Rey entre 1842 y 2021                                             |
| |
| Población de derecho según los censos de población del INE Población de hecho según los censos de población del INE |

## Economía
La economía en años anteriores se centró en el sector de la construcción, pero más tarde, debido al parón de ese sector, terminó por desinflarse y se empezó a centrar en el sector de la agricultura.
Esta localidad está especializado en el cultivo del champiñón y las setas de cardo hallándose en este municipio la sede del Centro de Investigación del Champiñón dependiente de la Junta de Comunidades de Castilla-La Mancha.
Existe una cooperativa de vino local llamada San Isidro en la cual se elaboran caldos procedentes de uva bobal, blanquilla, cencibel,...etc. De tal cooperativa se suministra al agricultor los abonos, simientes y otros necesarios para los cultivos.
Destaca por tener justo reconocimiento el mosto concentrado (zumo de uva al cual se le ha despojado del 75 % del agua) y que es exportado casi en su totalidad.
En los últimos años, el municipio, ha sufrido un gran regeneracionismos económico, siendo capaz de adaptar el pueblo a las nuevas economías y necesidades, siendo capaz de complacer las necesidades que hoy en día las nuevas generaciones demanda. 
Pese a la pequeña población que lo habita, el municipio ha sido capaz de crear grandes empresas capaces de servir de empleo a gente de toda la comarca. Algunas de las más destacadas son:
Vitisnatura: siendo una de las mayores bodegas de la comarca, capaz, además de su producción de exquisito vino manchego, ha sabido renovarse y adaptarse, transformándose, en un lugar de eventos como bodas, comuniones o bautizos; y proporcionando su casa rural como hospedaje para que cualquiera visite la localidad y la zona con un hospedaje de los más rural. Más información en https://vitisnatura.com/
Champirey: uno de los mayores productores de champiñón y setas. Con productos de gran calidad y siendo distribuidor de servicio en múltiples supermercados y multinacionales tan importantes como Mercadona. Más información http://xn--championesrey-nkb.com/
Bodega Julián Soler: una de las empresas más longevas, es sin duda alguna la cooperativa de vino de Julián Soler, productora de jugo de vino 100% español, el cual es vendido a más de 48 países y llegando a pasar a los 5 continentes. La calidad de su vino es indiscutible, y en parte es gracias a los extensos cultivos de propiedad quintanareña, cultivados, cuidaos y recogidos, por la gente de Quintanar, logrando a través de lo natural uno de los mejores vinos del país. Destaca el vino local, conocido bajo el nombre de Quinta Regia, Zaino y Monte de las Mozas. Siendo así la mayor exportadora de vino de toda Castilla-La Mancha. Más información en https://juliansoler.com/

Berma: como no podía ser menos, el sector de la industria sigue muy activo en la zona, siendo capaz de revivir tras la crisis de 2008. Un a de las empresas más importantes de suministro de construcción en la zona es Berma, situada en esta localidad. GRUPO BERMA está formado por un conjunto de empresas dedicado a la fabricación, transporte y montaje de estructuras, forjados y cerramientos de hormigón prefabricado.
Más de 600 obras realizadas y 22 años de experiencia en el sector avalan nuestros valores Tecnología - Innovación - Profesionalidad - Calidad, desde los inicios de nuestra actividad como fabricante de viguetas y placa alveolar hasta una explotación completamente diversificada. Más información en http://www.grupoberma.com/

## Administración y política
| Periodo   | Nombre                   | Partido                                  |
| --------- | ------------------------ | ---------------------------------------- |
| 1979-1983 | Pedro Chumillas          | Partido Socialista Obrero Español (PSOE) |
| 1983-1987 | Pedro Chumillas          | Partido Socialista Obrero Español (PSOE) |
| 1987-1991 | Alfonso Zamora Talaya    | Partido Socialista Obrero Español (PSOE) |
| 1991-1995 | Pedro Chumillas          | Partido Socialista Obrero Español (PSOE) |
| 1995-1999 | Pedro González           | Partido Socialista Obrero Español (PSOE) |
| 1999-2003 | Pedro González           | Partido Socialista Obrero Español (PSOE) |
| 2003-2007 | Alfonso Zamora Talaya    | Partido Socialista Obrero Español (PSOE) |
| 2007-2011 | Martín Cebrián López     | Partido Socialista Obrero Español (PSOE) |
| 2011-2015 | Martín Cebrián López     | Partido Socialista Obrero Español (PSOE) |
| 2015-2019 | Miguel J. García Cebrián | Partido Socialista Obrero Español (PSOE) |
| 2019-2023 | Martín Cebrián López     | Partido Socialista Obrero Español (PSOE) |
| 2023-act. | Joaquina Sáiz Cebrián    | Partido Socialista Obrero Español (PSOE) |

## Educación
Se encuentra IES Fernando de los Ríos, el CEIP Valdemembra (anteriormente llamado CEIP José Antonio) y el CEIP Paula Soler, el instituto alberga alrededor de 500 alumnos, y los 2 colegios alrededor de 1000 alumnos.
Para educación infantil hay 2 centros, la Escuela Infantil Quinterías y Escuela Infantil La Sagrada Familia.

### Bienestar social
Se tiene establecido el servicio de teleasistencia domiciliaria para atender a las personas mayores o con diverso grado de dependencia. Este servicio es prestado por Cruz Roja Española en convenio con la Junta de Comunidades de Castilla-La Mancha desde su Central Regional sita en Guadalajara.[cita requerida]

## Cultura
La Agrupación Musical de Quintanar del Rey es la asociación más longeva del pueblo, fundada en 1926. En el año 2016 celebró su 90 aniversario, creando varios eventos en la localidad. Actualmente cuenta con 80 músicos. Cuenta con una escuela municipal de música y danza, con más de 300 alumnos, algunos de los cuales se preparan para presentarse a las pruebas de acceso a grado medio del Conservatorio, con el objetivo de dedicarse profesionalmente a la música. Además también cuenta con un Grupo de Guitarras llamado Cuerdas Manchegas. En 2009 la escuela fue autorizada como ESCUELA MUNICIPAL DE MÚSICA Y DANZA por la Junta de Comunidades de Castilla-La Mancha. Fue renombrada en el año 2022 como escuela municipal de música y danza D. Gonzalo Panadero Garde. En el año 2020 terminaron las obras de acondicionamiento del pabellón deportivo ubicado en Santa Lucía, convirtiéndolo en el auditorio municipal, con capacidad para unas 400 personas.

### Patrimonio

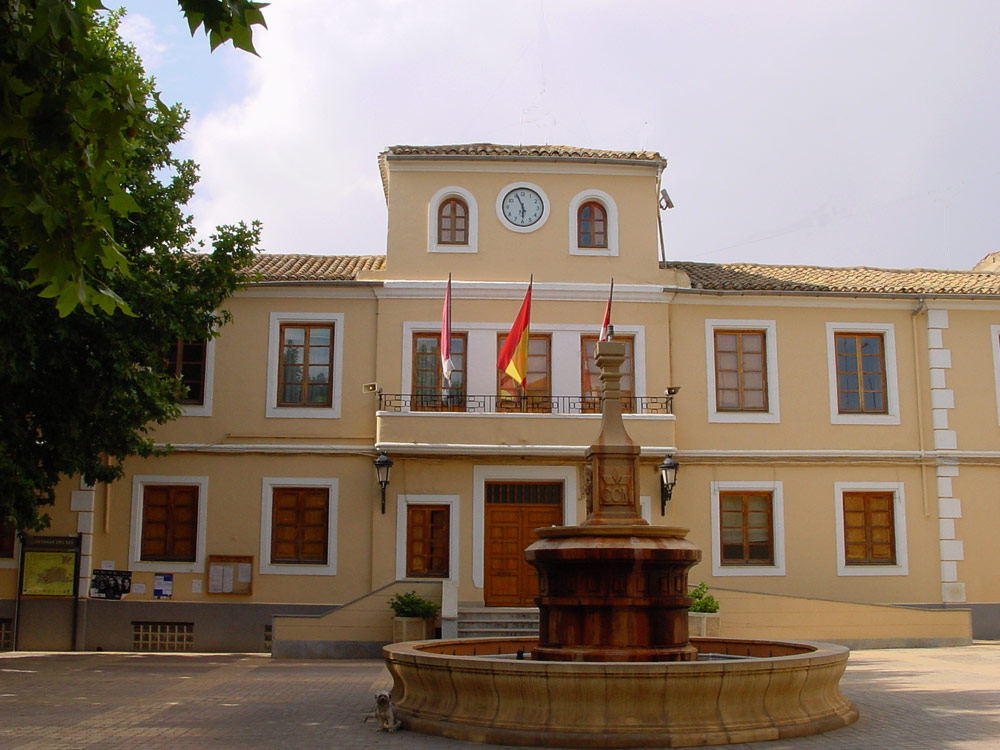
Antiguo ayuntamiento

Existen cuatro ermitas de los siglos XVII-XVIII, la de San Antón, la de San Pedro, la de Santa Lucía y la más importante, la ermita de la Concepción, en la plaza del mismo nombre, de una nave que se remata en el cabecero por media naranja coronada por linterna y con una fachada de composición muy curiosa. Además existen otras ermitas de reciente construcción, las Ermitas de San Isidro y San Cristóbal, ubicadas en el pinar de San Isidro.
En la plaza Mayor de la localidad se encuentra el ayuntamiento y una iglesia con destacable fachada del siglo XVI, la iglesia parroquial de San Marcos Evangelista. Además existe una plaza cercana, la plaza de la Concepción donde se encuentra la residencia de Ancianos, cuyo emplazamiento pertenecía a un gran terrateniente, Francisco Venturini, conocido en la localidad como Pardiñas; que donó el solar para la construcción de la misma. En la plaza de la Concepción se realizan varios actos durante la semana de las fiestas patronales.

### Fiestas
En febrero se celebra Carnaval (los días varían según el año).
La Semana Santa se celebra con la Procesión del Paso, una de las más significativas y más emotivas de la celebración de muerte y resurrección de Cristo en esta localidad.
El 25 de abril se festeja San Marcos, patrón de la localidad. Durante los meses de marzo a mayo, se celebra la semana cultural en su nombre. El día de la festividad se realiza una procesión, un concierto de la Agrupación Musical y una gazpachada popular a las puertas del auditorio municipal Santa Lucía. 
El 15 de mayo es San Isidro, patrón de los agricultores. Se celebra en el pinar de su mismo nombre, situado en las afueras del municipio. Es el lugar donde más se celebra de la Manchuela. 
El 10 de julio es San Cristóbal, patrón de los transportistas. Se celebra en la ermita que el santo tiene dedicada en la localidad situada en el mismo pinar donde se celebra la festividad de San Isidro. 
Del 13 al 18 de agosto tiene lugar las fiestas patronales, en honor a la virgen del Rosario, se trata de las fiestas mayores del municipio. Se realizan varios actos, como la Gala de los Quintos, la Presentación de la Reina, el Galán y la Corte de Honor de las Fiestas, además de verbenas, conciertos, juegos y actividades para niños. Además se instalan atracciones y puestos en el paseo Ferial.

### Gastronomía
- Gazpachos manchegos
- Migas
- Ajo
- Suspiros de Quintanar
- Migas de nene
- Migas de hombre o de matazón
- Pisto manchego
- Zarajos
- Moje

### Deporte
El pueblo cuenta con un equipo de fútbol, el Club Deportivo Quintanar del Rey. Fue fundado en 1984 y actualmente milita en el grupo XVIII de la Tercera Federación española. Juega como local en el estadio San Marcos, que recibe su nombre en honor al patrón del pueblo quintanareño, y tiene una capacidad de 2800 espectadores. Contando con las siguientes categorías inferiores: prebenjamín (4-7 años), benjamín (7-10 años), alevín (10-15 años), cadete (15-16 años) y juvenil (16-18 años).
El C.D. Quintanar del Rey lleva más de 10 años en esta categoría, siendo su etapa más gloriosa en la temporada 2013-2014 al llegar a disputar los play-off, para subir a la categoría de 2.ª B. El C.D. Quintanar del Rey no pasó de la primera eliminatoria al caer eliminado con un global de 3-4 contra el C.D. Seriñena.
Quintanar del Rey está dotado de una escuela deportiva, que cuenta desde la categoría de benjamines hasta la categoría de juvenil. 
También posee una escuela de árbitros de gran tamaño, ya que en la localidad residen alrededor de unos siete árbitros, siendo el municipio que más árbitros tiene alrededor de grandes localidades, como La Roda, Tarazona de la Mancha, Motilla del Palancar, etc.

## Personas célebres
- Pascual Carrascosa y Gabaldón (1847-1904), Obispo de Orense de 1895 a 1904; Senador del Reino en tiempos de Alfonso XIII.[11][12]
- Fernando Cebrián Alarcón, futbolista.
- Elena Martínez Pérez, periodista y cantante.[13]
- Ángel Lancho (Quintanar del Rey, 1883-Madrid, 1939), campeón nacional de esgrima en 1904. En su honor, la localidad de Quintanar del Rey celebra anualmente la entrega de Galardones al mérito deportivo Ángel Lancho.[14]